# Typhlops rostellatus
Espèce
Typhlops rostellatus est une espèce de serpents de la famille des Typhlopidae. 

## Répartition
Cette espèce est endémique de Porto Rico.

## Description
L'holotype de Typhlops rostellatus mesure 200 mm dont 3 mm pour la queue et dont le diamètre au milieu du corps est de 5 mm.

## Publication originale
- Stejneger, 1904 : The herpetology of Porto Rico. Annual Report of the United States National Museum for 1902, p. 553-724 (texte intégral).